# سون شيانغ
سون شيانغ (بالصينية: 孙祥)، من مواليد 15 يناير 1985 في شانغهاي في الصين، لاعب كرة قدم صيني.
بدأ مسيرته الكروية مع نادي شانغهاي شينهوا في عام 1997، وفي عام 2007 أعير إلى نادي بي أس في آيندهوفن الهولندي، ولعب معهم 5 مباريات.
و هو يلعب مع منتخب الصين لكرة القدم منذ 2002.

## روابط خارجية
- سون شيانغ على موقع الاتحاد الدولي (مؤرشف)  (الإنجليزية)
- سون شيانغ على موقع قاعدة بيانات كرة القدم.إي يو (الإنجليزية)
- سون شيانغ على موقع ناشيونال فوتبول تيمز (الإنجليزية)
- سون شيانغ على موقع Soccerway.com (الإنجليزية)
- سون شيانغ على موقع كووورة
- سون شيانغ على موقع اللجنة الأولمبية الصينية (الإنجليزية)